# Raiske, Vilneansk
Raiske (în ucraineană Райське) este un sat în comuna Moskovka din raionul Vilneansk, regiunea Zaporijjea, Ucraina.

## Demografie
Componența lingvistică a localității Raiske
     Ucraineană (90,46%)
     Rusă (9,54%)
Conform recensământului din 2001, majoritatea populației localității Raiske era vorbitoare de ucraineană (90,46%), existând în minoritate și vorbitori de rusă (9,54%).